# Луцій Клодій Макр
Луцій Клодій Макр (лат. Lucius Clodius Macer; ? — 68 рік) — римський узурпатор у 68 році.
Походження Макра невідоме, як і його кар'єра. При Нероні його було призначено легатом пропретором провінції Африка. Після загибелі Нерона на престол вступив літній намісник Тарраконської Іспанії Гальба. Тоді Макр підняв повстання та перекрив поставки зерна до Риму і зробив своєю столицею Карфаген, найважливіший порт в Африці. Макр перетворив підвладний йому легіон III «Августа» в Нумідії у I легіон Визволитель Макра. В жовтні 68 року узурпатор був убитий прокуратором Требонієм Гарруцієм, якого підіслав Гальба.

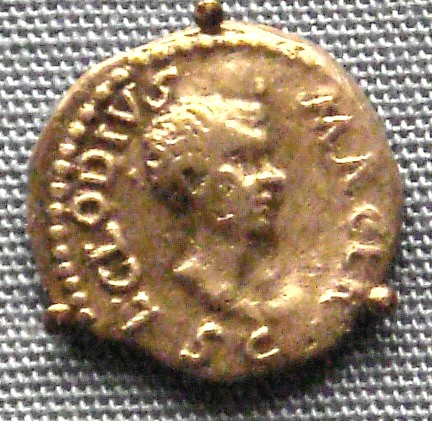
Срібний денарій Макра

Монети Макра дуже рідкісні. До наших днів збереглося всього 85 монет; на 20 викарбуваний його портрет. На зворотному боці монети зображений в основному корабель або орел між двома штандартами та ім'я його легіону. Всі монети чеканилися в Нумідії.